# ولیکا دلینا
ولیکا دلینا (به لاتین: Velika Dolina) یک زیستگاه انسانی در اسلوونی است که در Brežice Municipality واقع شده‌است.

## خصوصیات
ولیکا دلینا ۰٫۶۸ کیلومترمربع مساحت و ۱۴۵ نفر جمعیت دارد و ۲۵۰٫۷ متر بالاتر از سطح دریا واقع شده‌است.